# Megic Mike
Deng "Michael" Koul Dawod Koul, känd under artistnamnet Megic Mike, född 13 februari 1998 i nuvarande Sydsudan, är en svensk sociala medier-profil verksam på framför allt Tiktok, Snapchat och Youtube. Han är mest känd för sina videor med parodier, sketcher och spratt.

## Biografi
Megic Mike är född 1998 i nuvarande Sydsudan. Han har även bott under en del av sin uppväxt i Egypten. Megic Mike kom till Sverige tillsammans med sin mamma och fyra yngre syskon 2018. Enligt egen utsago kallas han Michael av vänner och familj, smeknamnet kommer sig av att han redan i unga år var ett stort Michael Jackson-fan.

## Karriär
Megic Mike publicerade inledningsvis sina videoklipp på Snapchat Stories, där han i juli 2020 hade cirka 143 000 följare. Han övergick dock därefter till att i huvudsak publicera sina videoklipp på Tiktok. Megic Mike hade i februari 2022 cirka 300 000 följare på Tiktok. Hans mest sedda videor på Tiktok hade samtidigt omkring 3,1 miljoner visningar. På Youtube hade Megic Mike cirka 19 000 prenumeranter och sammanlagt närmare 1,5 miljoner visningar i april 2022. Megic Mike publicerar olika sorts videor på olika plattformar.
År 2023 bestämde Koul sig för att börja med MMA. 
År 2023 var hans konto det tredje mäktigaste Svenska kontot på Tiktok enligt Medieakademins Maktbarometer.